# Marler Höhe
Die Marler Höhe ist eine kleine Hügelkette in der Samtgemeinde Altes Amt Lemförde in der Teilgemeinde Marl (Dümmer) im Landkreis Diepholz in Niedersachsen.

## Lage
Die Marler Höhe liegt zu zirka 80 % in der Gemeinde Marl (Dümmer), nach der sie auch benannt ist. Ein kleinerer Teil, der zirka 19 % der Höhe ausmacht, gehört zur Gemeinde Hüde. Ein winziges Stück im Süden gehört zum Hauptort der Samtgemeinde, Lemförde. Die Marler Höhe wird im Gegensatz zum zirka drei Kilometer entfernt gelegenen Stemweder Berg schon zur Diepholzer Moorniederung gerechnet.

## Landschaftsbild
Die Marler Höhe ist zirka drei Kilometer lang und zwischen 200 Metern und drei Kilometern breit. Der Süden der Marler Höhe ist mit einer Siedlung bebaut, auf dem östlichen, breiten Ausläufer liegt das kleine Dorf Hagewede, welches der Gemeinde Marl (Dümmer) angehört. Im Westen liegen große Teile des Dorfes Marl auf der Höhe, im Norden befindet sich das Dorf Hüde mit seinem Teildorf Sandbrink.
Der größte Teil der Höhe wird jedoch landwirtschaftlich genutzt.
Über die Marler Höhe führt sowohl die Bundesstraße 51 (Bremen – Osnabrück – Ruhrgebiet), als auch die große Eisenbahnlinie, die dem Verlauf der Bundesstraße folgt.

## Sehenswertes
Die Marler Höhe ist 40 bis 47,1 Meter hoch und befindet sich bis zu zehn Meter über dem Umland. Auf der Marler Höhe findet man das etwas abgelegene Dorf Hagewede mit seinen wenigen Häusern; die meisten sind im Fachwerkstil errichtet und mit Reet gedeckt, so wie es früher in der Gegend rund um den Dümmer üblich war und heute noch ist.
Ein weiteres Dorf ist Marl (Dümmer) mit seinen vielen Fachwerkhäusern, die ebenfalls meist reetgedeckt sind, hier befindet sich auch ein alter Thieplatz aus der Germanenzeit mit den alten Thie-Linden. Marl und Hüde mit Sandbrink, das direkt am Dümmer, dem zweitgrößten Binnensee Niedersachsens liegt, sind anerkannte Erholungsorte; das Schwimmbad zu Hüde liegt am nördlichen Ende der Marler Höhe.
Die Gegend bietet sich zum Radfahren oder Wandern rund um den Dümmer mit dem Ochsenmoor oder im Stemweder Berg an.

## Erhebungen
Die Marler Höhe ist bis zu 47,1 Meter hoch, jedoch sind die einzelnen Bergkuppen unbenannt; nur der höchste Punkt wird, wie der ganze Höhenrücken, Marler Höhe genannt.

## Fließgewässer
An der Marler Höhe direkt gibt es keine Fließgewässer, nur die Hunte fließt in zirka drei Kilometer Entfernung in den Dümmer, der jedoch nur ungefähr 200 Meter entfernt liegt.

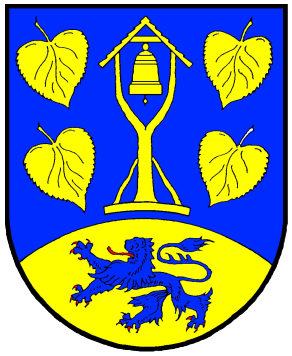
Wappen von Marl

## Sonstiges
Die Marler Höhe ist im Wappen der Gemeinde Marl als goldgelber Hügel dargestellt; das gelb steht für die Felder, auf der Marler Höhe, die, im Gegensatz zur niedriger gelegenen Umgebung, mit Korn bepflanzt werden.